# Riccardo Milani
Pour les articles homonymes, voir Milani.
Riccardo Milani (né le 15 avril 1958 à Rome) est un réalisateur et scénariste italien, pour le cinéma et la télévision.

## Filmographie

### Cinéma
- 1997 : Auguri professore (it)
- 1999 : La guerra degli Antò (it)
- 2003 : Il posto dell'anima (it)
- 2007 : Piano, solo, d'après le roman Il disco del mondo - Vita breve di Luca Flores de Walter Veltroni
- 2013 : Benvenuto Presidente! (it)
- 2017 : Mamma o papà ? (it)
- 2018 : Come un gatto in tangenziale
- 2019 : Ma cosa ci dice il cervello (it)
- 2021 : Come un gatto in tangenziale - Ritorno a Coccia di Morto (it)
- 2022 : Corro da te
- 2023 : Grazie ragazzi (it) (remake du film Un triomphe de Emmanuel Courcol)
- 2023 : Io, noi e Gaber (it) (documentaire)
- 2024 : Un mondo a parte (it)

### Télévision
- 2002 : Il sequestro Soffiantini
- 2004 : La omicidi
- 2005 : Cefalonia
- 2006 : Assunta Spina

## Récompenses et distinctions
- 1998 : Nomination au David di Donatello meilleur réalisateur débutant pour Auguri professore[1]
- 2003 : Prix Flaiano du meilleur réalisateur au festival du film de Flaiano  pour Il posto dell'anima[2]
- 2003 : Nomination au Grand Prix des Amériques au Festival des films du monde de Montréal pour Il posto dell'anima[3]
- 2004 : Nomination au Ruban d'argent du meilleur sujet du Syndicat national des journalistes de cinéma italiens pour Il posto dell'anima[4]
- 2008 : Nomination au David di Donatello du meilleur jeune réalisateur  pour Piano, solo[5]
- 2009 : Nomination au Grand Prix du jury du festival du film italien de Bastia pour Piano, solo[6]